# Condado de Hancock (Tennessee)
El condado de Hancock (en inglés: Hancock County, Tennessee), fundado en 1844, es uno de los 95 condados del estado estadounidense de Tennessee. En el año 2000 tenía una población de 6.786 habitantes con una densidad poblacional de 12 personas por km². La sede del condado es Sneedville.

## Geografía
Según la Oficina del Censo, el condado tiene un área total de 579 km² (223,6 mi²), de la cual 576 km² (222,4 mi²) es tierra y 3 km² (1,2 mi²) es agua.

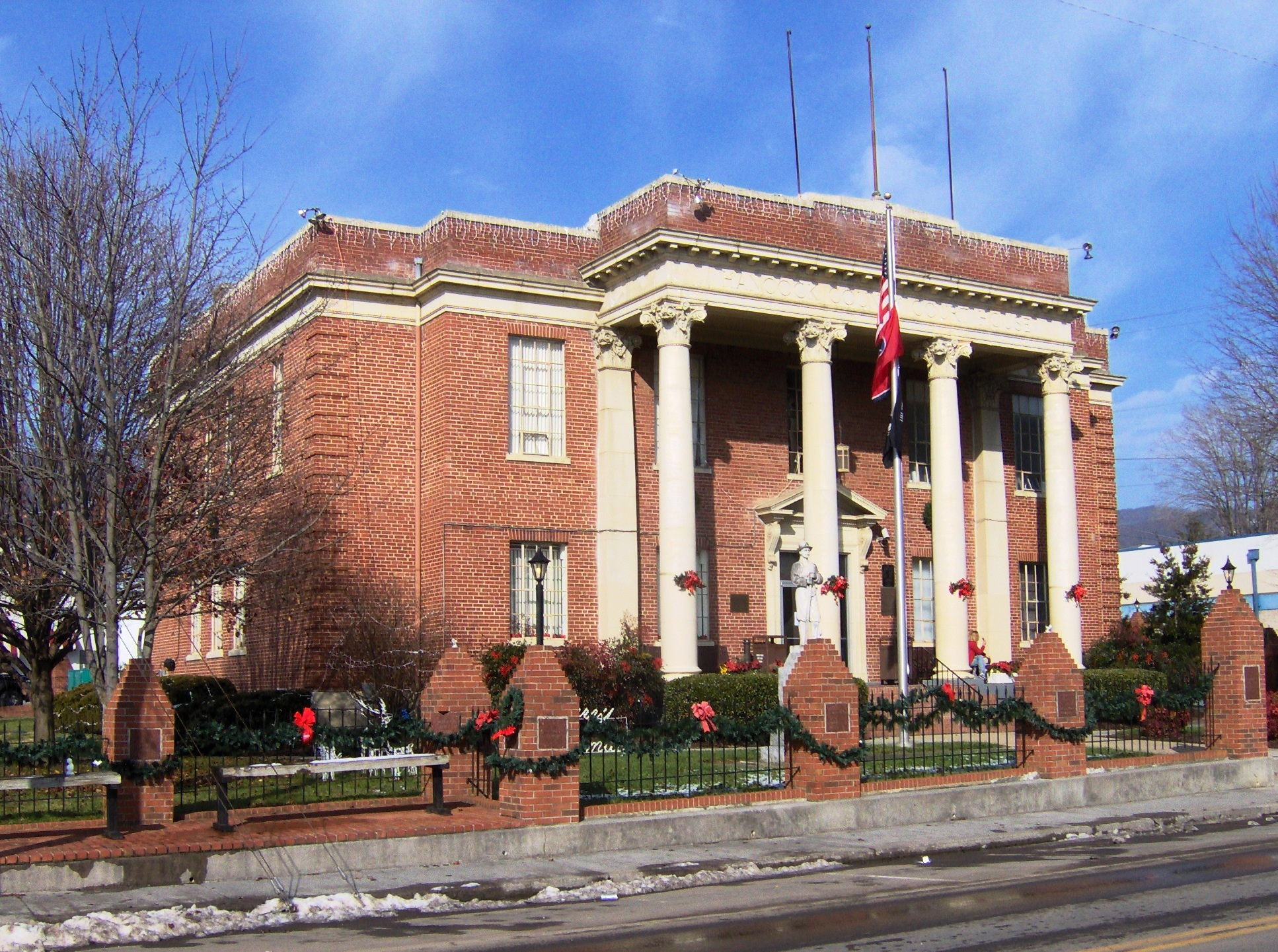
Corte del Condado de Hancock en Sneedville

### Condados adyacentes
- Condado de Lee norte
- Condado de Scott noreste
- Condado de Condado de Hawkins este
- Condado de Grainger suroeste
- Condado de Claiborne oeste

## Demografía
En el 2000 la renta per cápita promedia del condado era de $19.760, fue el condado con más bajo ingreso familiar de promedio de todos los condados en Tennessee y el ingreso promedio para una familia era de $25,372. El ingreso per cápita para el condado era de $11,986. En 2000 los hombres tenían un ingreso per cápita de $23,150 contra $18,199 para las mujeres. Alrededor del 29.40% de la población estaba bajo el umbral de pobreza nacional.

## Lugares

### Ciudades y pueblos
- Kyles Ford
- Sneedville
- Treadway
- Xephon